# ジョージ・バウトウェル
ジョージ・スウォール・バウトウェル（英語: George Sewall Boutwell, 1818年1月28日 - 1905年2月27日）は、アメリカ合衆国の政治家。ユリシーズ・グラント大統領の下で財務長官を務めた。またマサチューセッツ州知事、アメリカ合衆国上院議員、アメリカ合衆国下院議員、そして初代国税庁長官を務めた。

## 生涯
1818年、マサチューセッツ州ブルックラインで生まれた。バウトウェルは、同州グロトンで教師、小売店主、郵便局員を務めた後、法学の勉強を始めた。バウトウェルは1842年に民主党からマサチューセッツ州下院の議席を獲得し、1844年まで議員を務めた。また1847年にも下院議員に選出され、1850年までその職を務めた。この間、バウトウェルはアメリカ合衆国下院議員選挙とマサチューセッツ州知事選挙に立候補したが、いずれも敗北した。また1849年から1851年まではマサチューセッツ州法銀行の理事を務めた。
1850年、バウトウェルは再びマサチューセッツ州知事選挙に立候補し、当選を果たした。翌1851年に知事に着任したバウトウェルは、2期連続で1853年まで州知事を務めた。またバウトウェルは民主党から3期目の立候補を要請されたが、バウトウェルはこれを断った。その後バウトウェルは奴隷制度に対する考え方の違いから民主党を離党し、1855年の共和党設立を支援した。その後バウトウェルは、マサチューセッツ州教育委員会の代表を、1861年まで6年に渡って務めた。
1861年2月、南部諸州が合衆国から離脱すると、バウトウェルはマサチューセッツ州の代表団の一人として、南北平和会議に参加した。しかしながら南北間の対話は成立せず、同年4月に南北戦争が開戦すると、バウトウェルは合衆国側への支持に回った。バウトウェルは1862年に陸軍省の軍法委員会で委員を務めた後、1863年まで初代国税庁長官を務めた。そして1863年、バウトウェルはマサチューセッツ州からアメリカ合衆国下院議員に選出された。バウトウェルは1870年まで4期8年に渡って下院議員を務め、1868年には下院司法委員会においてアンドリュー・ジョンソン大統領の弾劾決議に参加した。
1869年3月、バウトウェルはユリシーズ・グラント大統領から財務長官に任命された。バウトウェルは財務省に造幣局を編入するなどの再編を行い、関税局の会計見直しや国債の削減にも着手した。

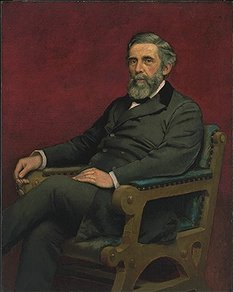
ジョージ・バウトウェルの肖像画

またバウトウェルは公債法を成立させ、政府公債を可能な限り速やかに金ドルで償還することを約束した。当時、緑背紙幣と正貨との間には130ものプレミアムが付いており、この差が投機を呼ぶことにつながった。1869年9月23日、暗黒の金曜日と呼ばれる金融恐慌が発生すると、バウトウェルは投機家による金の買占めを防ぐための対策を行い、合衆国経済の立て直しを図った。そして1873年3月、グラントが2期目の大統領就任を果たすと、バウトウェルは財務長官を辞職した。
バウトウェルは財務長官を退任後、アメリカ合衆国上院議員に当選を果たした。1873年から1876年まで2期4年に渡って上院議員を務めた後、ラザフォード・ヘイズ大統領の依頼により1878年に議会法の明文化に着手し、『United States Revised Statutes（合衆国改正法）』第二版を作成した。1880年には米仏間の清算委員会において合衆国側の弁護団に参加し、ヘイズ大統領を支援した。
1884年、チャールズ・フォルジャー財務長官が在任中に死去したため、チェスター・アーサー大統領はバウトウェルに財務長官就任の依頼を行った。だがバウトウェルはこの依頼を断り、弁護士業を続けることを選択した。バウトウェルは専ら国際法にのみ関与し、チリ、ハイチ、ハワイなどの政府で顧問弁護士を務めた。また反帝国主義連盟を設立し、1898年から1905年まで初代議長を務めた。
1905年、バウトウェルはマサチューセッツ州グロトンで死去した。バウトウェルの遺体は同市内のグロトン墓地に埋葬された。その後バウトウェルの自宅は、グロトン歴史協会の本部として使用された。